# Хосе Франсіско Калі Тсай
Хосе Франсіско Калі Тсай (ісп. Jose Francisco Cali Tzay) (27 вересня 1961, Гватемала) — гватемальський дипломат. Надзвичайний і Повноважний Посол Республіки Гватемала в Німеччині та в Україні за сумісництвом.

## Життєпис
Народився 27 вересня 1961 року у Гватемалі. У 2011 році закінчив Університет Маріано Гальвес де Гватемала, факультет права та соціальних наук, м. Чімальтенанго; У 2013 році закінчив Університет штату Оклахома, США, де вивчав право корінних народів.
У 1986—1995 рр. — співробітник Центру розвитку громади, зв'язок між рухом невеликих фермерів Гватемали та міжнародним співтовариством, підтримка проектів для дрібних фермерів у Гватемалі;
У 1995—2002 рр. — засновник та координатор відділу прав корінних народів Центру правових заходів у галузі прав людини;
У 2001—2004 рр. — голова Держдепартаменту з питань дискримінації та расизму проти корінних народів у Гватемалі, відповідальний за міжнародні відносини;
У 2003—2004 рр. — президент Національної програми компенсації жертвам громадянської війни;
У 2005—2006 рр. — радник з питань корінних народів в Управлінні Віце-президента Гватемали;
У 2008—2013 рр. — Директор Нідерландської та Норвезької програм фінансування створення департаменту з прав людини в Міністерстві закордонних справ Гватемали;
У 2014—2016 рр. — Голова Комітету ООН з ліквідації расової дискримінації (CERD).
8 листопада 2016 року — Надзвичайний і Повноважний посол Гватемали в Німеччині, Берлін.
23 лютого 2018 року — вручив копії вірчих грамот Державному секретарю міністерства закордонних справ України Андрію Зайцю.
23 лютого 2018 року — вручив вірчі грамоти Президенту України Петрові Порошенку.